# ساموئل شولتز
ساموئل شولتز (انگلیسی: Samuel Schultz؛ زادهٔ ۱۱ دسامبر ۱۹۸۵) دوچرخه‌سوار اهل ایالات متحده آمریکا است. وی در بازی‌های المپیک تابستانی ۲۰۱۲ شرکت کرده است.